# Fredriksvallsskolan

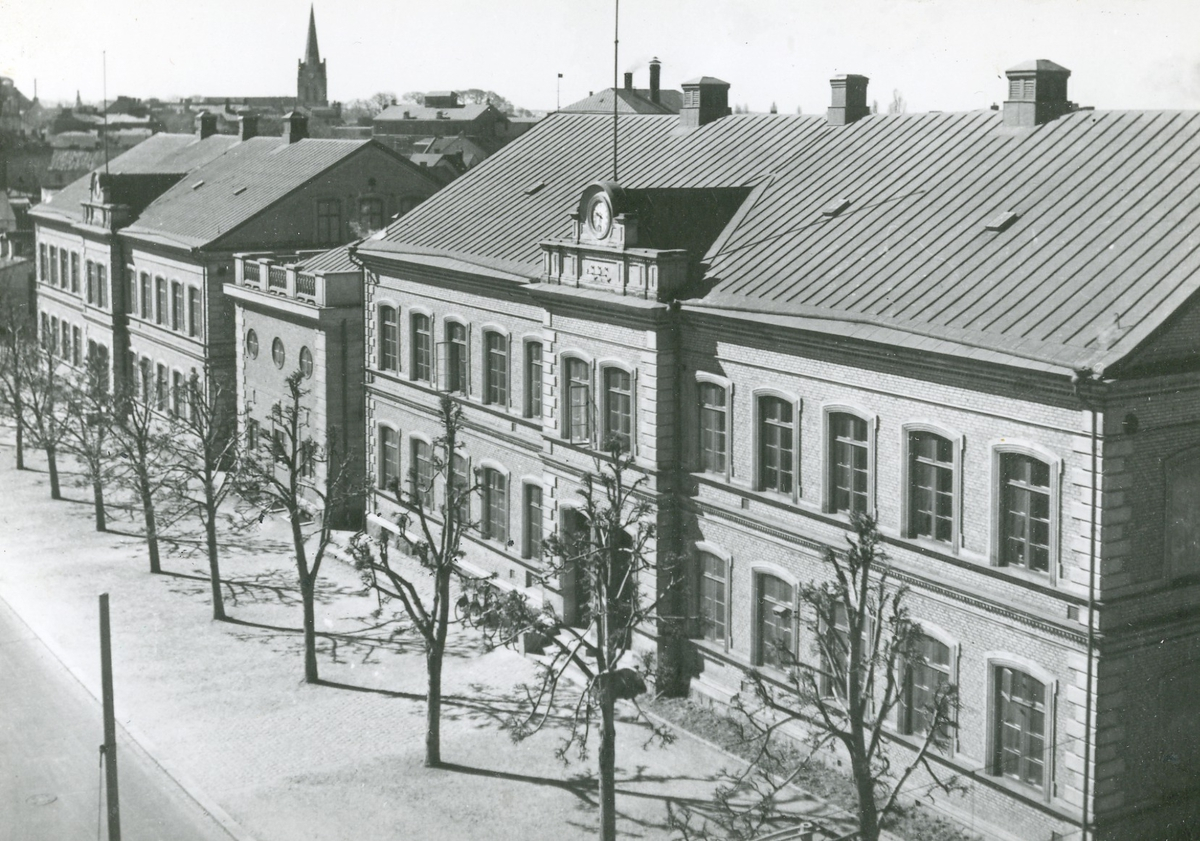
Norra Folkskolan

Fredriksvallsskolan, ursprungligen Norra folkskolan, var en skolbyggnad vid Skolgatan på Norr i Halmstad, som uppfördes 1881 och togs i bruk följande år.
Byggnaderna ritades av stadsarkitekten J.W. Holmén och bestod ursprungligen av två skolbyggnader med vardera 13 klassrum i vardera byggnaden. År 1928 kompletterades skolan med en byggnad för gymnastiklokal och vaktmästarbostad.
Läsåret 1945-1946 hade skolan 456 elever. Byggnaderna upphörde att vara skola 1969 och revs 1978. 